# Zona primária
A zona primária é a parte interna de portos, aeroportos, recintos da alfândega e locais habilitados na fronteira terrestre pela autoridade aduaneira para operações de carga e descarga de mercadorias, ou embarque e desembarque de passageiros, vindo ou indo ao exterior.
A zona primária é constituída pelas seguintes áreas demarcadas pela autoridade aduaneira local:
- a área terrestre ou aquática, contínua ou descontínua, nos portos alfandegados;
- a área terrestre, nos aeroportos alfandegados; e
- a área terrestre, que compreende os pontos de fronteira alfandegados.

Para efeito de controle aduaneiro, as zonas de processamento de exportação constituem zona primária.
Para a demarcação da zona primária, deverá ser ouvido o órgão ou empresa a que esteja afeta a administração do local a ser alfandegado.
A autoridade aduaneira poderá exigir que a zona primária, ou parte dela, seja protegida por obstáculos que impeçam o acesso indiscriminado de veículos, pessoas ou animais.